# 콩감자
콩감자(학명: Pachyrhizus erosus 파키르히주스 에로수스[*])는 콩과의 여러해살이풀이다. 스페인어 이름인 "히카마(jícama)"로도 알려져 있다.

## 분포
아메리카가 원산지이다. 북아메리카(멕시코), 카리브(도미니카 공화국), 중앙아메리카(과테말라, 니카라과, 엘살바도르, 온두라스, 코스타리카)에 분포한다.

## 쓰임새
덩이줄기를 뿌리채소로 먹는다.

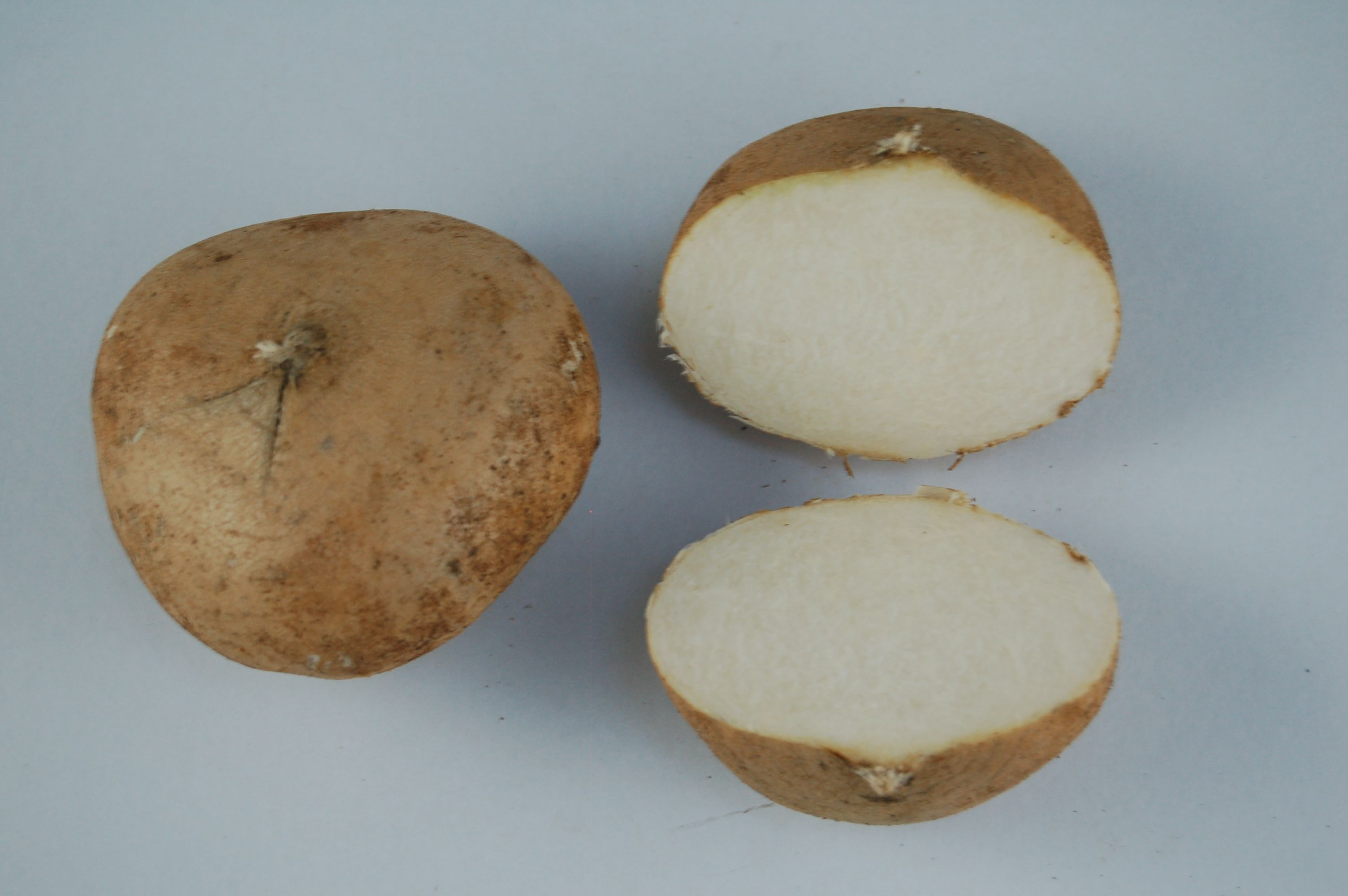
콩감자 (덩이줄기)